# ترحيل الشيروكي
يشير ترحيل الشيروكي، وهو جزء من عمليات ترحيل درب الدموع، إلى الترحيل القسري بين عامي 1836 و1839 لما يقدر بحوالي 16000 شخص من أمة شيروكي و1000-2000 من عبيدهم؛ من أراضيهم في جورجيا وكارولينا الجنوبية وكارولينا الشمالية وتينيسي وألاباما إلى الإقليم الهندي (أوكلاهوما حاليًا) في غرب الولايات المتحدة آنذاك، والوفيات الناتجة على طول الطريق والتي قُدرت بنحو 4000 شيروكي وعدد غير معروف من العبيد.
سمى الشيروكيون الترحيل باسم Nu na da ul tsun yi (المكان الذي بكوا فيه)، وأطلقوا عليه اسمًا آخر أيضًا هو Tlo va sa (ترحيلنا). لم تُستَخدم كلا العبارتين في ذلك الوقت، ويبدو أنهما من أصل تشاكتاوي. حدثت إجراءات الترحيل (الطوعية أو التي على مضض أو قسريًا) لمجموعات الهنود الأمريكيين الآخرين في مناطق الجنوب الأمريكي والشمال والغرب الأوسط والجنوب الغربي والسهول. رُحّل التشيكاساو والتشوكتاو والموسكوغي (الكريك) والشيروكي على مضض. قاوم السيمينول في فلوريدا ترحيلهم من قبل جيش الولايات المتحدة لعقود (1817-1850) بحرب العصابات، وهي جزء من حروب الأمريكيين الأصليين المتقطعة التي استمرت منذ 1540 حتى 1924. بقي بعض السيمينول في موطنهم في فلوريدا، بينما رُحّل آخرون إلى المقاطعة الأمريكية الأصلية في أغلال.
تستخدم عبارة «درب الدموع» للإشارة إلى أحداث مماثلة تعرضت لها مجموعات هندية أخرى، خاصة بين «القبائل الخمس المتحضرة». نشأت العبارة لوصف الترحيل غير الطوعي لأمة الشوكتو في عام 1831.

## الوفيات والأرقام
قُدر عدد الأشخاص الذين ماتوا نتيجة «درب الدموع» بشكل مختلف. قدر الطبيب والمبشر الأمريكي إليزور بتلر، الذي قام بالرحلة بقطار دانييل كولستون 2000 حالة وفاة في معسكرات الإبعاد والاحتجاز التابعة للجيش وحوالي 2000 آخرين على الطريق، ويبقى العدد الإجمالي للوفيات البالغ 4000 حالة هو الرقم الأكثر استشهادًا به، على الرغم من اعترافه بأن هذه التقديرات كانت بدون الاطلاع على السجلات الحكومية أو القبلية. قدرت دراسة ديموغرافية علمية عام 1973 إجمالي عدد الوفيات بنحو 2000 شخص. خلصت دراسة أخرى، في عام 1984، إلى أن العدد الحقيقي للوفيات هو 6000 شخص. واستخدم عالم الأنثروبولوجيا في مؤسسة سميثسونيان جيمس موني الرقم 4000 أو ربع القبيلة. بقي حوالي 1500 شيروكي في ولاية كارولينا الشمالية، وأكثر من ذلك بكثير في ساوث كارولينا، وجورجيا، لذلك من غير المرجح أن يكون عدد الوفيات أكثر من ذلك. بالإضافة إلى ذلك، هرب حوالي 400 شخص من الهنود الخور أو الموسكوجي الذين تجنبوا الترحيل في وقت سابق إلى أراضي شعب شيروكي وأصبحوا جزءًا من ترحيل الأخير.
يرتبط حساب العدد الدقيق للقتلى أثناء الترحيل أيضًا بالتناقضات في حساب المصاريف التي قدمها الرئيس جون روس بعد الترحيل، والتي اعتبرها الجيش مضخمة وربما احتيالية. ادعى روس الحصص الغذائية لـ 1600 من الشيروكي، وكان هذا أكثر عددًا مما أحصاه ضابط الجيش، الكابتن بيج، في روس لاندينج حيث غادرت مجموعات الشيروكي وطنهم. حسب ضابط آخر في الجيش، هو الكابتن ستيفنسون عددهم عند وصولهم إلى أراضي الإقليم الهندي. تعد حسابات روس أعلى من تلك الخاصة بوكلاء الصرف من الجيش. رفضت إدارة فان بورين أن تدفع لروس، لكن إدارة تايلر اللاحقة وافقت في النهاية على صرف أكثر من 500 ألف دولار في عام 1842.
بالإضافة إلى ذلك، سافر بعض الشيروكي من الشرق إلى الغرب أكثر من مرة. هاجر العديد من الفارين من مفارز قوارب الجيش في يونيو 1838 في وقت لاحق في اثني عشر قطارًا لعربات روس. كانت هناك عمليات نقل بين المجموعات، ولم تُسجل دائمًا حالات الانضمام والهجران لاحقًا. كان جيسي مايفيلد رجلًا أبيض مع عائلة شيروكي ذهب مرتين (أولًا طواعية في انفصال بي بي كانون في عام 1837 إلى الأراضي الهندية؛ ولم يعش بسعادة هناك، ثم عاد إلى شعب شيروكي؛ وفي أكتوبر 1838 كان سيد عربة لمفرزة بوشيهيد). اكتشف وكيل صرف للجيش أن شيروكي يدعى جوستيس فيلدز سافر بأموال حكومية ثلاث مرات تحت أسماء مستعارة مختلفة. سافر رجل مختلط يدعى جيمس بيغبي جونيور إلى الأراضي الهندية خمس مرات (ثلاث مرات كمترجم حكومي لمفارز مختلفة، وكمندوب لمفرزة كولستون، وكفرد من الشيروكي عام 1840). بالإضافة إلى ذلك، تقدم عدد صغير ولكن مهم من ذوي الدماء المختلطة والبيض من عائلات شيروكي بالتماس ليصبحوا مواطنين في ألاباما أو جورجيا أو نورث كارولينا أو ساوث كارولينا أو تينيسي، وبالتالي لا يُعتبرون من قبيلة شيروكي.
ويقال إن الناس كانوا يغنون أغنية أمازينغ غريس خلال الرحلة مستغلين الإلهام في رفع الروح المعنوية. ترجم المبشر صموئيل ورسستر الترنيمة المسيحية التقليدية إلى لغة الشيروكي بمساعدة الشيروكيين. أصبحت الأغنية منذ ذلك الحين نوعًا من نشيد شعب الشيروكي.

## النتائج
استقر الشيروكيون الذين نزحوا في البداية بالقرب من تاهليكا، أوكلاهوما. أدت الاضطرابات السياسية الناتجة عن معاهدة نيو إيكوتا ومسار الدموع إلى اغتيال الرائد ريدج، وإلياس بودينوت. نجا ستاند واتي فقط من بين المستهدفين بالاغتيال في ذلك اليوم. انتعش عدد سكان أمة شيروكي في النهاية، وتعد اليوم قبيلة الشيروكي أكبر مجموعة هندية أمريكية في الولايات المتحدة.
كان هناك بعض الاستثناءات للترحيل، فالشيروكيين الذين عاشوا على أراضٍ خاصة مملوكة للأفراد (بدلًا من الأراضي القبلية المملوكة للجماعة) لم يخضعوا للترحيل. في ولاية كارولينا الشمالية، عاش حوالي 400 شيروكي بقيادة يوناجوسكا على الأرض على طول نهر أوكونالوفتي في جبال سموكي العظيمة التي يملكها رجل أبيض يدعى ويليام هولاند توماس (الذي تبناه شيروكي عندما كان صغيرًا)، وبالتالي لم يخضعوا للترحيل، وانضم إليهم مجموعة أصغر من حوالي 150 على طول نهر نانتاهالا بقيادة أوتسالا. إلى جانب مجموعة تعيش في سنوبيرد ومجموعة أخرى على طول نهر كيوا في مجتمع يسمى توموتلي. سُمي الشيروكيون الموجودون في شمال كارولينا «الفرقة الشرقية لشعب الشيروكي»، والتي بلغ عددها حوالي 1000 شخص وفقًا لتقديرات العام التالي للترحيل (1839). كان هناك بعض التقديرات بأن حوالي 400 شخص من ولايات جورجيا، وساوث كارولينا، وتينيسي، وألاباما انضموا أيضًا إلى الفرقة الشرقية لشعب الشيروكي.
ذكرت صحيفة محلية، هايلاند ماسنجر، في 24 يوليو 1840، «أن ما بين 900 و1000 من هذه الكائنات المخادعة ... لا يزالون يحومون حول منازل آبائهم، في مقاطعتي ماكون وشيروكي» و«إنهم مصدر إزعاج كبير للمواطنين» الذين أرادوا شراء أرض هناك معتقدين أن الشيروكي قد ذهبوا. وذكرت الصحيفة أن الرئيس جاكسون قال «إنهم ...، في رأيه، أحرار في الذهاب أو الإقامة».
يعتبر درب الدموع بشكل عام حلقة سيئة السمعة في التاريخ الأمريكي. للاحتفال بالحدث، حدد الكونجرس الأمريكي يوم مسار الدموع التاريخي الوطني في عام 1987. ويمتد عبر تسع ولايات لمسافة 2200 ميل (3500 كم).
في عام 2004، خلال الكونغرس 108، قدم السناتور سام براونباك (جمهوري من كانساس) قرارًا مشتركًا (قرار مجلس الشيوخ المشترك رقم 37) «لتقديم اعتذار إلى جميع الشعوب الأصلية نيابة عن الولايات المتحدة» عن «السياسات غير المدروسة» السابقة من قبل حكومة الولايات المتحدة بخصوص القبائل الهندية، وأقر القرار في مجلس الشيوخ الأمريكي في فبراير 2008.
اعتبارًا من عام 2014، يمكن للشيروكيين طلب البذور التراثية لأنواع الفاصوليا المنقولة على مسار الدموع من مشروع بذور الشيروكي.